# Militärersparungskommission
Die Militärersparungskommission wurde 1826 von König Ludwig I. geschaffen, um die Summe von 1.000.000 Gulden (was einem Siebtel der bayerischen Militärausgaben entsprach) einzusparen. 
Dies geschah durch:
- Verminderung der Präsenzstärke durch Auflösung einiger Regimenter, u. a. der beiden Garderegimenter
  - Grenadier-Garderegiment, wurde in das Infanterie-Leib-Regiment umgewandelt
  - Garde du Corps, wurde in das 1. Kürassier-Regiment eingegliedert
- Aufhebung des Armeegestütes
- Sparmaßnahmen in der Verwaltung
- Vereinfachung der Uniformen

Die Aufhebung der Garderegimenter war zwischen dem König und Carl Philipp von Wrede heftigst diskutiert. Ludwig I. begründete die Aufhebung der Garde damit, dass sie im Ernstfall zu klein sei und als Paradestück nicht gebraucht werde.
Durch die Reformen der Militärersparungskommission wurde keine nachhaltige Verbesserung des bayerischen Heeres erreicht. Dies lag einerseits an Wredes Beharren auf Traditionen, andererseits wurde eine Reorganisation des Heeres versäumt.
Die eingesparten Mittel wurden nicht für die Künste, sondern für den Ausbau der Landesfestung Ingolstadt verwendet.